# Антоніу Олівейра
Антоніу Луїш Алвіш Рібейру Олівейра (порт. António Luís Alves Ribeiro Oliveira, нар. 10 червня 1952, Пенафіел) — колишній португальський футболіст, що грав на позиції півзахисника. По завершенні ігрової кар'єри — тренер.
Антоніу Олівейра входить до списку 100 найкращих тренерів XX століття за версією Міжнародної федерації футбольної історії і статистики.[джерело?]

## Клубна кар'єра
У віці 18 років Антоніу дебютував у першому дивізіоні Португалії у складі «Порту». У першому сезоні він зіграв лише один матч. Перші голи Олівейра забив у сезоні 1972/73.
У сезоні 1977/78 став чемпіоном Португалії у складі «Порту». Олівейра зіграв у 30 матчах чемпіонату, забив 19 голів і був визнаний найкращим гравцем року у Португалії. Влітку 1979 року Антоніу Олівейра перейшов в іспанський «Реал Бетіс», де зіграв 10 матчів і забив один гол, але вже в наступне трансферне вікно, взимку 1980 року, повернувся в «Порту».
Влітку 1980 року через конфлікти в клубі, Антоніу Олівейра перейшов у клуб свого рідного міста — «Пенафіел». За сезон 1980/81 він зіграв 22 матчі в Першому дивізіоні, забив 10 голів і вдруге був визнаний футболістом року в Португалії. У «Пенафіелі» Олівейра також виконував обов'язки граючого тренера.
По закінченні сезону Антоніу підписав контракт зі «Спортінгом» (Лісабон). У першому сезоні за «левів» він зіграв у 24 іграх чемпіонату, забив 12 голів і допоміг «Спортінгу» зробити дубль: виграти чемпіонат і кубок Португалії. Також в 1982 році Антоніу Олівейру втретє став футболістом року в Португалії, а також знову став граючим тренером.
У 1985 році Антоніу Олівейра перейшов в «Марітіму», де також виконував роль граючого тренера. За сезон він зіграв 7 матчів в чемпіонаті, а по закінченні чемпіонату завершив свою кар'єру гравця.

## Виступи за збірну
14 листопада 1974 року дебютував в офіційних іграх у складі національної збірної Португалії в матчі проти збірної Північної Ірландії (1:1) Всього за збірну він провів 24 матчі і забив 7 голів.. Перший гол за збірну він забив 15 квітня 1981 року в товариському матчі проти збірної Болгарії. Всього за збірну він провів 24 матчі і забив 7 голів. Останній матч зіграв 21 вересня 1983 року, в якому португальці виграли 5:0 у Фінляндії. Протягом кар'єри у національній команді, яка тривала 10 років, провів у формі головної команди країни лише 24 матчі, забивши 7 голів.

## Кар'єра тренера
Тренерську кар'єру Антоніу Олівейра почав будучи футболістом «Пенафіела», а потім був граючим тренером «Спортінга» та «Марітіму».
У 1987 році після закінчення футбольної кар'єри він став працювати у «Віторії» (Гімарайнш), де провів 17 матчів як головний тренер. А до закінчення сезону на 13 матчів Олівейра став головним тренером «Академіки» (Коїмбра).
Повний сезон як головного тренера Антоніу провів у сезоні 1991/92, тренуючи «Жіл Вісенте». Клуб по закінченні сезону зайняв 13 місце в лізі. Протягом наступного сезону Олівейра став головним тренером «Браги», де провів і наступний сезон.
У 1994 році Олівейру став головним тренером збірної Португалії. Дебют у головній команді країни на посаді тренера стався 1 вересня 1994 року в Белфасті у відбірковому матчі чемпіонату Європи з футболу 1996 року проти збірної Північної Ірландії. Португальці здобули перемогу з рахунком 2:1. Під його керівництвом збірна Португалії програла у відбірковому циклі лише один матч і, зайнявши перше місце у своїй відбірковій групі, вийшла на чемпіонат Європи 1996 року. У фінальному турнірі португальці посіли перше місце в групі, але програли в 1/4 фіналу майбутнім фіналістам турніру збірній Чехії з рахунком 1:0.
1996 року після закінчення чемпіонату Європи Олівейра покинув збірну Португалії і став тренувати «Порту». Перші два матчі Олівейру виграв у «Бенфіки» в матчах за суперкубок Португалії — 1:0 вдома і 5:0 в гостях. Матч завершився з розгромним рахунком — 5:0, і є рекордною гостьовою перемогою «Порту» над «Бенфікою». Разом з «драконами» Олівейра двічі поспіль виграв чемпіонат Португалії і завоював кубок Португалії.
1998 року Олівейра очолив іспанський «Реал Бетіс», але вже через кілька днів роботи через розбіжності з президентом клубу з Андалусії покинув Севілью ще до початку сезону.
2000 року Антоніу Олівейра знову став головним тренером збірної Португалії. У відбірковому циклі чемпіонату світу 2002 року португальці виграли 7 матчів і 3 рази зіграли внічию. Посівши перше місце в групі, збірна Португалії в третій раз пробилася на чемпіонат світу. У фінальному турнірі збірна Португалії програла два матчі збірній США — 2:3 і збірній Південної Кореї — 0:1 і вилетіла з турніру після групової стадії.
На початку сезону 2003/04 Антоніу Олівейра був обраний президентом футбольного клубу «Пенафіел» для виконання завдання виходу клубу у Суперлігу. За підсумками сезону задача була виконана, але через розкол в клубі Олівейра покинув свій пост.

## Досягнення
| - Чемпіон Португалії: «Порту»: 1977–78, 1978–79 «Спортінг»: 1981–82 - Володар Кубка Португалії: «Порту»: 1976–77 «Спортінг»: 1981–82 - Володар Суперкубка Португалії: «Спортінг»: 1982 - Футболіст року в Португалії: 1978, 1981, 1982 | - Чемпіон Португалії: «Порту»: 1996–97, 1997–98 - Володар Кубка Португалії: «Порту»: 1997–98 - Володар Суперкубка Португалії: «Спортінг»: 1982 «Порту»: 1996 |